# Pseudocardiophorites
Pseudocardiophorites là một chi bọ cánh cứng trong họ 
Elateridae.
Chi này được miêu tả khoa học năm 1976 bởi Dolin.

## Các loài
Các loài trong chi này gồm:
- Pseudocardiophorites angustatus Dolin in Dolin, Panfilov, Ponomarenko & Pritykina, 1980
- Pseudocardiophorites fragilis Dolin, 1976
- Pseudocardiophorites infractus Dolin, 1976